# Bithynia hambergerae
Bithynia hambergerae е вид охлюв от семейство Bithyniidae.

## Разпространение
Този вид е разпространен в Албания и Черна гора.